# Bodor Tibor
Bodor Tibor Imre  (Kiskunhalas, 1921. február 11. – Budapest, 2000. június 20.) magyar színész, szinkronszínész, tanár.

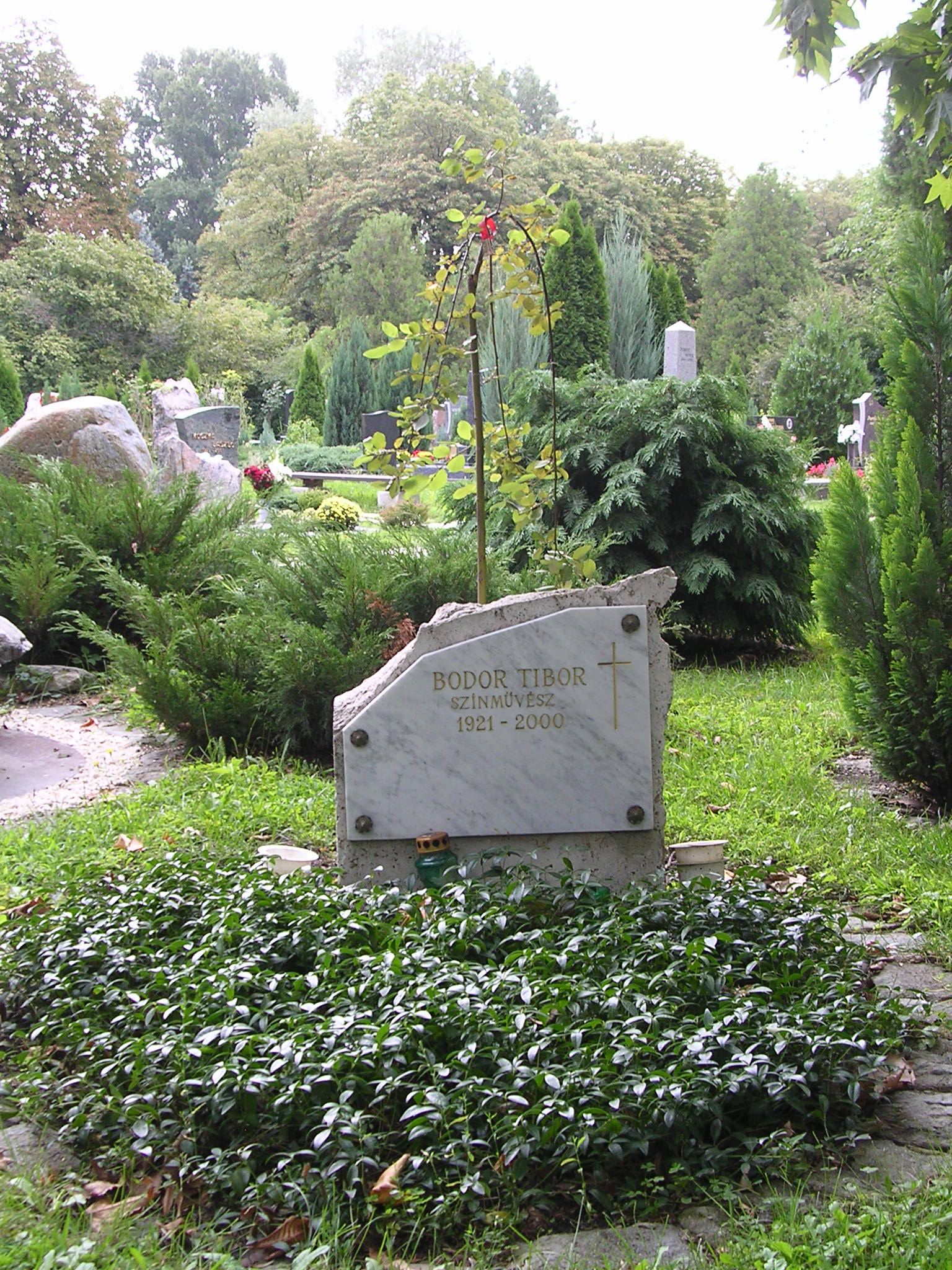
Sírja a Fiumei úti sírkertben

## Élete
Kiskunhalason született Bodor Orbán (1877–1961) nyugalmazott pénzügyőr és Garai Erzsébet Jolán (1899–1985) gyermekeként. Bátyja, Bodor Béla (1910–1979) apjának első házasságából született. Pályafutását – a Színművészeti Akadémia elvégzése után – 1941-ben, a szegedi Városi Színházban kezdte. 1942-től a miskolci színházban szerepelt. A háború alatt fogságba esett, hadifogoly színjátszók között lépett fel. 1948-tól a Pécsi Nemzeti, 1949-től a Madách Színház szerződtette. 1956-tól a Nemzeti Színház, majd 1959-től ismét a Madách Színház művésze. Gyakran szerepelt pódiumon, kiváló versmondó. 1951–52-ben és 1957-től a Színház- és Filmművészeti Főiskola beszéd és versmondó tanára volt. Színházi munkái mellett rendszeresen játszott játékfilmekben és tévéfilmekben. A Szomszédok című teleregényben a nyomdai művezető, Kenéz elvtárs szerepét alakította. Az egyik legszebb hangú színésznek tartották. 
Szülővárosa 1987-ben díszpolgárává avatta. 2000-ben hunyt el Budapesten.

## Családja
Felesége a tápiószelei születésű Holé Erzsébet (1924–2017) volt, 1945. március 29-én Vasszentmihályon kötöttek házasságot. Két gyermekük és tizenegy unokájuk született.

## Díjai, elismerései
- Cirill-Metód érdemrend
- SZOT-díj (1981)

## Hangoskönyvek
A Magyar Vakok és Gyengénlátók Szövetsége Hangos könyvtárának egyik legaktívabb felolvasója volt. Pályafutása során közel 9000 órányi hanganyagot olvasott fel, amelyből a digitalizálás után közel 400 könyv ma is elérhető.

## Színházi szerepeiből
- Držic: Ocskai brigadéros...címszerep
- Madách Imre: Az ember tragédiája... Lucifer; Péter apostol
- Molière: Tartuffe... Orgon
- William Shakespeare: Rómeó és Júlia... Capulet
- William Shakespeare: III: Richárd... Hastings
- William Shakespeare: Hamlet... Polonius
- William Shakespeare: Szeget szeggel... Péter szerzetes
- Tennessee Williams: A vágy villamosa... Mitch
- Brian Clark: Mégis kinek az élete... főorvos
- Németh László: Galilei... Castelli apát
- Németh László: Széchenyi... Lonovics érsek
- Mikszáth Kálmán: A Noszthy fiú esete Tóth Marival... Miniszterelnök
- Szomory Dezső: II. Lajos... Brodarics kancellár
- Molnár Ferenc: Az üvegcipő... Gál  kapitány
- Szabó Magda: Béla király... Péter Carpini
- Moldova György: Malom a pokolban... Művezető
- Háy Gyula: Isten, császár, paraszt... Cillei
- Illés Endre: Spanyol Izabella... Cordobai rabbi
- Albert Camus: Caligula... Lepidus
- Weöres Sándor: A kétfejű fenevad... Windeck, császári komisszárius
- Miroslav Krleža: Terézvárosi garnizon... Ramong Aurél
- Thornton Wilder: A mi kis városunk... Willard professzor
- Beszterce ostroma színész - bemutató: 1999. december 31. Madách Színház
- Lugosi - A vámpír árnyéka színész - bemutató: 2000. március 17. Madách Színház
- Zendülés a Caine hajón színész - bemutató: 1998. október 9. Örkény István Színház

## Filmszerepei
- Família Kft. (1991) (tv-sorozat)
- Napló apámnak, anyámnak (1990)
- Szomszédok (1987–1999) (tv-sorozat)
- Kémeri (1985) (tv-sorozat)
- Telefonpapa (1982) (tévéfilm)
- Századunk (1981) (tv-sorozat)
- Októberi vasárnap (1979)
- Galilei (1977) (tévéfilm)
- Robog az úthenger (1976) (tv-sorozat)
- Az áruló (1975) (tévéfilm)
- Othello (1975) (tévéfilm)
- Harmadik nekifutás (1973)
- A magyar ugaron (1973)
- Jó estét nyár, jó estét szerelem (1972) (tévéfilm)
- Egy óra - három arc (1972) (tévéfilm)
- A gyáva (1971) (tévéfilm)
- Ráktérítő (1969) (tévéfilm)
- Kegyenc (1969) (tévéfilm)
- Iván Iljics halála (1965) (tévéfilm)
- Ha egyszer húsz év múlva (1965)
- Különös tárgyalás (1961)
- Mindenki ártatlan? (1961)
- Légy jó mindhalálig (1960)
- Dollárpapa (1956)
- Mindenki iskolája (1955)
- Láthatatlan ellenség (1954) (rövid)
- Föltámadott a tenger (1953) színész[12]
- Teljes gőzzel (1951)
- Gyarmat a föld alatt (1951)

## Szinkronszerepei
- 1934 – Csapajev – Csapajev – Boris Babochkin [forrás?] ([https://www.youtube.com/watch?v=pU-NWvf3E-0 itt Dobránszky Zoltán Csapajev magyar hangja.)
- 1937 – Viharos alkonyat – Dmitri Illarionovics Polezsajev professzor – Nikolai Cherkasov
- 1938 – A nagy hazafi – Kartasov, a konspirátor – Ivan Bersenev
- 1944 – A hetedik kereszt – George Heisler – Spencer Tracy
- 1949 – A feledés útján – Pierre Arrignon – Jean Gabin
- 1950 – Hatalmas erő – Timoti Ignatyevics Miljagin, intézeti igazgató – Viktor Khokhryakov
- 1952 – A nagy muzsikus – Mihail Ivanovics Glinka – Boris Smirnov
- 1954 – Párizs levegője Victor Le Garrec – Jean Gabin
- 1956 – 80 nap alatt a Föld körül – Ralph – Robert Morley
- 1959 – Marie-Octobre – Julien Simoneau – Bernard Blier
- 1960 – Az utolsó tanú – Werner Rameil igazgató – Martin Held
- 1961 – Gyilkosság, mondta a hölgy – Dr. Paul Quimper – Arthur Kennedy
- 1961 – A lelkiismeret lázadása – Ebershagen ezredes – Erwin Geschonneck
- 1965 – A halál ötven órája – Narrátor (hangja) – William Conrad
- 1968 – A vizsga – Karol Krajewski, matematika prof – Aleksander Bardini
- 1970 – A majmok bolygója 2 – Dr. Zaius – Maurice Evans
- 1972 – Égő hó – Bessonov – Georgi Zhzhyonov
- 1974 – Vincent, Francois, Paul és a többiek – François, orvos – Michel Piccoli
- 1975 – A szegény, gazdag Hubert B. – Hubert Brinkmann – Wolfgang Greese
- 1976 – Todo modo (rendezte: Elio Petri) Ő – Michel Piccoli
- 1977 – Star Wars: Egy új remény (szinkron változat 3.) – Willard tábornok – Eddie Byrne
- 1977 – A márványember – Agnieska apja – Zdzisław Kozień
- 1977 – Mr. Milliárd (szinkron változat 1.) – Clayton T. Winkle ezredes – Chill Wills
- 1978 – Superman – Második öreg – Harry Andrews
- 1980 – Carl Sagan – A kozmosz – Narrátor (hangja)[forrás?]
- 1986 – A rózsa neve – Bertrand bíboros – Lucien Bodard
- 1988 – Marslakó a mostohám (szinkron változat 1.) – Parancsnok-helyettes – Peter Bromilow
- 1990 – Hiúságok máglyája – White bíró – Morgan Freeman
- 1990 – A Keresztapa III. – Don Licio Lucchesi – Enzo Robutti
- 1991 – JFK – A nyitott dosszié – Dodd – Ray Redd
- 1991 – Az utolsó cserkész – Sheldon Marcone – Noble Willingham
- 1992 – Lorenzo olaja – Nikolais professzor – Peter Ustinov
- 1993 – A Pelikán ügyirat – Rosenberg legfelsőbb bíró – Hume Cronyn
- 1994 – Szenvedélyek viharában – Egy Döfés – Gordon Tootoosis
- 1994 – Ace Ventura: Állati nyomozó – Riddle – Noble Willingham
- 1994 – Wyatt Earp – Spicer bíró – John Lawlor[13]
- 1995 – Nixon – Bill Rogers – James Karen
- 1995 – A hálózat csapdájában – Daniel Schorr, WNN-bemondó – Daniel Schorr
- 1995 – A kis hercegnő – Monsieur Dufarge – Lomax Study
- 1995 – A szív hídjai – Peterson ügyvéd – Richard Lage
- 1996 – A hírek szerelmesei – Buford Sells – Noble Willingham
- 1996 – Osztály, vigyázz! – Thaddeus Clark – John Neville
- 1996 – Szemet szemért – Sidney Hughes – Philip Baker Hall
- 1997 – Rebecca – A Manderley-ház asszonya – Frith, a komornyik – John Horsley
- 1998 – Halálos fegyver 4. – Bevándorlási Hivatal ügynöke –  Richard Riehle
- 1998 – Patch Adams – Anderson dékán –  Harve Presnell

## Narrátor
- 1979 – Ikarus autóbuszok a nagyvilágban
- Carl Sagan: A Kozmosz (Cosmos) (1980) - Az első, eredeti szinkronban.